# Антитіла

Кожне антитіло зв'язується їх специфічним антигеном, подібно до того, як кожний ключ відкриває лише один замок.

Антитіла́, або імуноглобулі́ни (Ig) (також рідше протитіла) — білкові сполуки, які організм хребетних тварин виробляє у відповідь на антигени, чужорідні речовини, які потрапляють до крові, лімфи або тканин організму, з метою знищити або нейтралізувати потенційно небезпечні з них — бактерії, віруси, отрути та деякі інші речовини. Імуноглобуліни містяться в сироватці крові і утворюють групу близьких за структурою глікопротеїнів.

## Класифікація

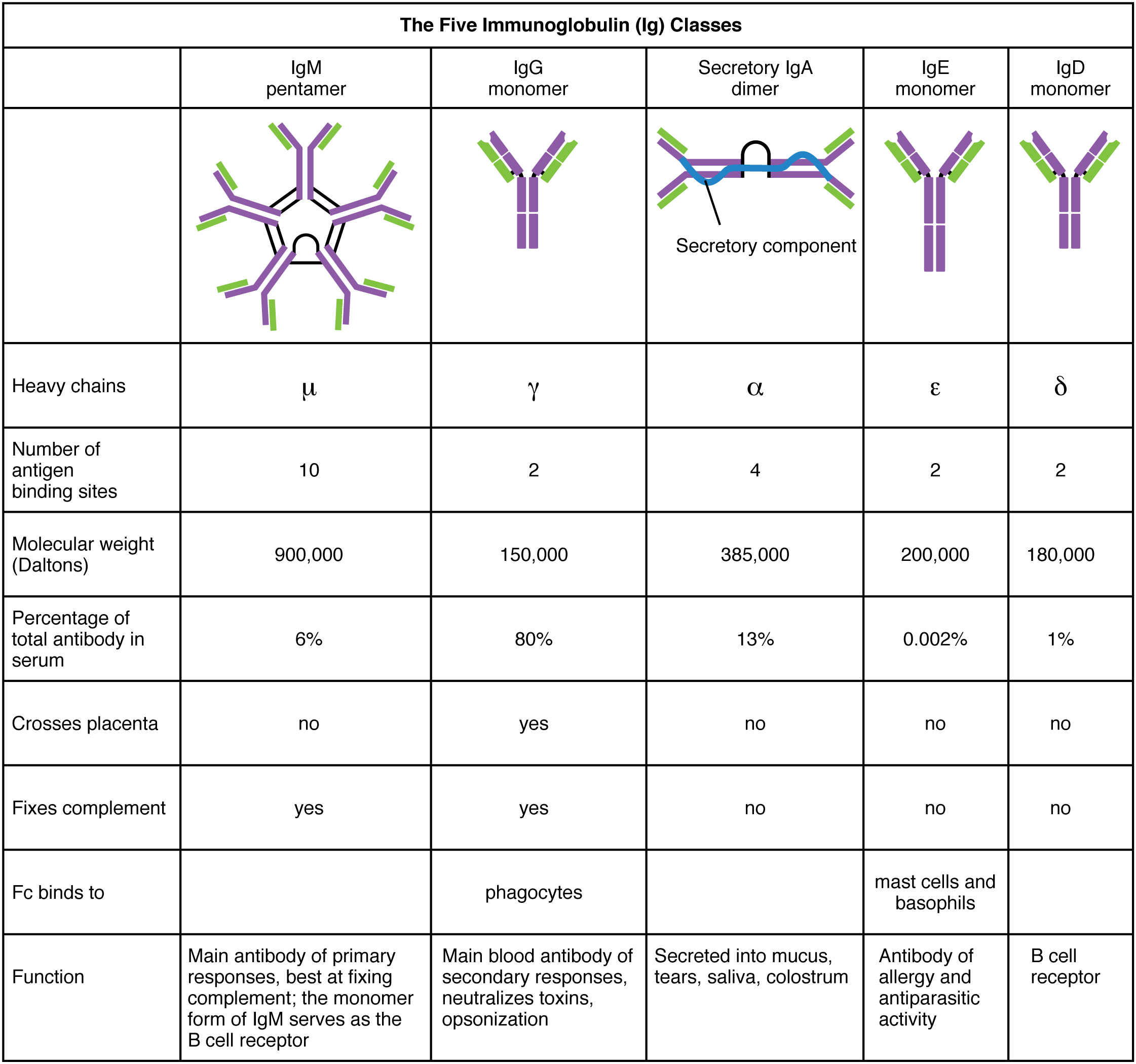

Відомо 5 класів імуноглобулінів людини: G, М, A, D, Е (IgG, IgM, IgA, IgD і IgE).
Найповніше вивчені імуноглобуліни класу G (IgG), вони ж є і найпоширенішими.
Імуноглобулін IgG має підкласи: IG1, IG2, IG3 і IG4 знайдені в сироватці крові в різних концентраціях. Їхні молекули побудовані з двох ідентичних легких (молекулярна маса 22000 Да) і двох ідентичних важких (молекулярна маса 55 000-70 000 Да) поліпептидних ланцюжків, скріплених дисульфідними зв'язками. При розщеплюванні протеолітичними ферментами (наприклад, папаїном) молекула імуноглобуліну розпадається на три частини: два однакові фрагменти (позначаються Fab), кожен з яких зберігає здібність до пов'язання з антигеном, і фрагмент (позначається Fc), що сприяє проходженню молекули імуноглобуліну через біологічні мембрани. Всі три фрагменти сполучені короткими гнучкими ділянками, розташованими в середині важкого ланцюжка.
Гнучкість дозволяє молекулам імуноглобулінів оптимально приєднуватися до антигенів, що мають різну просторову будову. Ділянки молекули, відповідальні за зв'язування з антигеном (активний центр), утворені N-кінцевими (несуть на кінці аміногрупу -NH2) відрізками важких і легких ланцюжків. Послідовність амінокислот в цих відрізках специфічна для кожного IgG і називається варіабельною ділянкою, в інших частинах ланцюжків вона майже не варіює. Варіабельна ділянка формується завдяки V(D)J-рекомбінації та соматичному гіпермутагенезі лімфоцитів.
Інші класи імуноглобулінів (реагіни) відрізняються будовою важких ланцюжків. IgM — еволюційно найдавніші імуноглобуліни; вони синтезуються на перших стадіях імунної реакції. Їхні молекули складаються з 5 мономерних субодиниць, кожна з яких нагадує молекулу IgG.
Головною функцією IgA є захист від вірусної інфекції, особливо на слизових оболонках дихальних шляхів. Частково вони беруть участь у знешкодженні бактеріальних токсинів. IgA мають два підкласи: IgA1 і IgA2. IgA1 найчисленніші у плазмі крові, становлять до 10 % від усіх імуноглобулінів організму. Для IgA2 характерне накопичення у різних секретах (зокрема слину, молозиво, кишковий сік), де вони існують в полімерній формі.
Антитіла, що беруть участь в алергічних реакціях, належать до IgE.
Імуноглобуліни синтезуються лімфатичними клітинами. При деяких ураженнях цих клітин в крові та сечі накопичується велика кількість так званих мієломних імуноглобулінів, які, на відміну від імуноглобулінів здорового організму, однорідні за складом.
За характером впливу на антиген розрізняють:
- аглютиніни — антитіла, що зумовлюють аглютинацію мікроорганізмів;
- лізини та опсоніни — антитіла, що сприяють їхньому руйнуванню;
- преципітини — антитіла, що осаджують білкові речовини у розчинах; антитоксини та інші.

Фрагмент антитіла, який складається з одного мономерного варіабельного домену, називається нанотіло.

## Застосування в медицині

Конфокальна мікрофотографія олігодендроцитів, пофарбованих антитілами Rip (зелений колір), у головному мозку дорослих мишей. Ядра клітин пофарбовані Hoechst-33342 (синій колір)

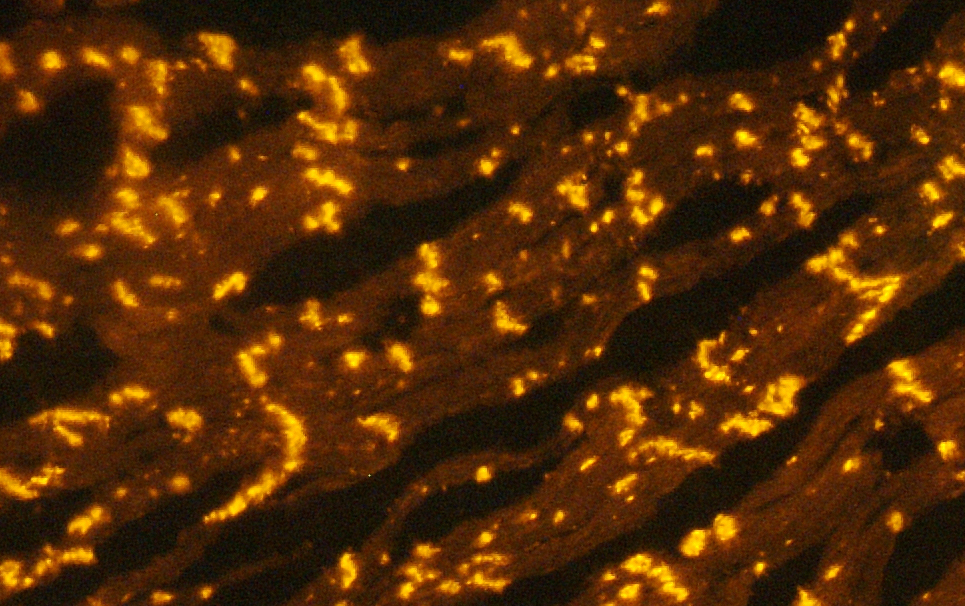
Мікрофотографія демонструє розподіл білку коннексину 43 у міокарді щура. Зображення отримане за допомогою флуоресцентно-помічених антитіл

Антитіла використовують для верифікації типу клітин, їхніх органел та навіть молекул.
Антитіла широко використовують з діагностичною метою в медицині: на принципі реакції антиген-антитіло засновані методи імуносцинтиграфії, імуногістохімії, вестерн-блоту тощо.
Для лікування або профілактики деяких інфекційних хвороб (наприклад, правець, сказ тощо) застосовують лікувальні алогенні чи гетерогенні імуноглобуліни, які отримують введенням деяких збудників або токсинів донорам — людям або тваринам, спричиняючи, таким чином, в них імунну реакцію, яка призводить до вироблення антитіл. Після цього у них беруть кров, яку очищують від баласту, і готують стерильний розчин, що містить велику кількість захисних антитіл.